# 臺中市政府交通局
臺中市政府交通局，簡稱臺中市交通局，為臺灣臺中市的交通管理機關。隸屬於臺中市政府，負責臺中市的大眾運輸、道路、交通等事務。

## 歷史
- 2000年，臺中縣交通旅遊局、臺中市政府交通處同年成立[1]，臺中市政府交通處下設臺中市風景區管理所。
- 2002年4月，臺中市風景區管理所降等併入臺中市政府交通處，並改為風景區管理課。
- 2003年1月，臺中市政府承租原永琦百貨台中店設立「臺中市政府第二辦公大樓」，臺中市政府交通處搬遷至本處辦公。
- 2009年7月1日，臺中市政府交通處風景區管理科升格為「臺中市大坑風景區管理所」，改隸屬臺中市政府新聞處。
- 2010年12月25日，臺中市縣合併，臺中市政府交通處與臺中縣交通旅遊局交通業務合併成立「臺中市政府交通局」；同時增設臺中市捷運工程處，大坑風景區管理所再度隸屬交通局並恢復名稱為「臺中市風景區管理所」。
- 2011年7月15日，臺中市政府交通局遷至西區民權路原省轄市時期的臺中市議會大樓。
- 2013年1月，臺中市政府交通局增設臺中市交通事件裁決處。7月，臺中市交通事件裁決處搬遷至原臺中市議會第二辦公大樓辦公[2]。
- 2020年1月1日，臺中市公共運輸處與臺中市捷運工程處整併為「臺中市公共運輸及捷運工程處」。
- 2025年1月1日，臺中市公共運輸及捷運工程處捷運工程業務獨立升格為臺中市政府捷運工程局，公共運輸業務移回交通局內，交通局增設運輸設施科、公共運輸科。

## 歷任首長
臺中市政府交通局局長
| 任次 | 姓名   | 就任時間                       | 備註           |
| ---- | ------ | ------------------------------ | -------------- |
| 1    | 林良泰 | 2010年12月25日－2014年12月24日 |                |
| 2    | 王義川 | 2014年12月25日－2018年12月12日 |                |
| 代理 | 馮輝昇 | 2018年12月12日－2018年12月24日 | 副局長代理局長 |
| 3    | 葉昭甫 | 2018年12月25日－               |                |

臺中市政府交通局副局長
| 任次 | 姓名   | 就任時間                       | 備註 |
| ---- | ------ | ------------------------------ | ---- |
| 1    | 溫代欣 | 2010年12月25日－2014年12月24日 |      |
| 2    | 馮輝昇 | 2014年12月25日－2019年4月9日   |      |
| 3    | 陳育正 | 2020年4月1日－2021年3月31日    |      |
| 4    | 江俊良 | 2021年4月1日－                 |      |

## 組織
交通局設置局長、副局長、主任秘書、簡任技正、專門委員，下設4室、6科、2處、1委員會。

### 局內單位
- 秘書室
- 人事室
- 會計室
- 政風室
- 交通規劃科
- 運輸管理科
- 交通工程科
- 交通行政科
- 公共運輸科
- 運輸設施科

### 二級機關
- 臺中市停車管理處
- 臺中市交通事件裁決處
- 臺中市車輛行車事故鑑定委員會

## 臺中市道路交通安全會報
編組
- 置召集人（市長兼任）、副召集人（副市長兼任）、執行秘書（交通局局長兼任）各一人，業務由交通局主辦。
- 置綜合管考、執法、工務、監理、教育、宣導六個工作小組（各召集人一人），各工作小組置幹事若干人（由召集人指派兼任）。約聘僱人員二至五人。

事項
- 會議由召集人親自主持（副召集人可代為主持）；參加會議人員，除本會報各工作小組兼召集人外，並視業務需要，得邀請轄區有關交通安全教育、公民營運輸、工程、環保、衛生、工（公）會以及區公所等單位派代表列席。亦可聘請專家學者為會報顧問列席會議。
- 召集人或副召集人及執行祕書得應交通部道路交通安全督導委員會之邀請，列席會議並提出轄區交通安全改善工作報告。
- 每月召開會議一次，召開前召開交通改善工作小組會議，由主任秘書任召集人，交通局局長為副召集人，並邀集市政(會報)顧問列席；會報時應邀請交通部道路交通安全督導委員會、內政部警政署及相關單位派員列席。

## 交通專線
檢舉車輛違規佔用道路拖吊專線
- 文心拖吊場：04-23868132、南屯區文心南七路300號
（拖吊範圍：原中市各區台灣大道以南、沙鹿、梧棲、龍井、大肚、烏日、大里、霧峰）
- 崇德拖吊場：04-22414275、北屯區崇德八路一段99號
（拖吊範圍：原中市各區台灣大道以北、太平、大雅、清水）
- 豐原拖吊場：04-25277587、豐原區國豐路一段501號
（拖吊範圍：豐原、后里、石岡、東勢、新社、潭子、大甲、神岡、外埔、大安、和平）
- 市民報案局理中心、號誌緊急維修專線（24小時服務）：1999

## 爭議
2023年5月28日，倡議交通平權的YouTuber通勤者之歌發現，臺中市停車管理處公告，臺中市公有立體（地下）停車場汽車道實際坡度超過一比八者，禁止行駛及停放紅黃牌大型重型機車，以確保行車安全。此禁停項目清楚標示是依據《道路交通標誌標線號誌設置規則》第73條第2項第3款規定。但仔細了解停車管理處所說的依據，竟然只是依據法條中的禁止大型重型機車進入用禁2.2標示，等於毫無來由的禁止大型重機停放停車場。致電給停車管理處詢問，得到的答覆竟是有可能發生的危險就必須禁止。在整個對話過程中，停車管理處人員不斷表示坡道過陡，不適合騎乘大型重機上去，卻沒有數據可以表明大型重機上去停放有任何危險，甚至也沒有任何評估報告；最後停車管理處甚至向通勤者之歌表示如果開放出事故，要他畫押全權負責。這段對話錄音上傳至網路，立刻引起其他網友抨擊，並表示臺中市原來可以不需要法源依據，就能直接禁止民眾的權益。

## 外部連結
- 臺中市政府交通局（繁體中文）（英文）